# Jacques de Vitry
Jacques de Vitry (ur. 1160/70, zm. 1 maja 1240 w Rzymie) – francuski kardynał.

## Życiorys
Pochodził prawdopodobnie z Vitry-en-Perthois. Pod koniec XII wieku studiował teologię na uniwersytecie paryskim, uzyskując prestiżowy tytuł magistra. W 1211 roku wstąpił do wspólnoty kanoników regularnych św. Augustyna w Oignies w diecezji Liège. Został wówczas spowiednikiem znanej w tamtej okolicy mistyczki Marie d’Oignies, należącej do wspólnoty beginek i begardów. W 1212/13 był bardzo aktywnym kaznodzieją krucjatowym w północnej Francji. W 1214 roku wybrano go biskupem Akki w Królestwie Jerozolimskim. 31 lipca 1216 otrzymał sakrę biskupią z rąk papieża Honoriusza III i jeszcze w tym samym roku wyjechał do swojej diecezji. Był jednym z organizatorów i uczestników V wyprawy krzyżowej. Zasłynął jako kronikarz, autor opisu krajów Wschodu w dziele Historia orientalis, wydanym w 1611 roku. Między 16 kwietnia a 29 lipca 1229 roku papież Grzegorz IX mianował go kardynałem biskupem Tusculum. Podpisywał bulle papieskie między 29 lipca 1229 a 23 czerwca 1239. W 1239 wybrano go na patriarchę Jerozolimy, jednak nominacja ta nie została zatwierdzona przez papieża. Zmarł w Rzymie.
Jest autorem przytaczanych we franciszkańskich źródłach listów oraz dzieła Historia Occidentalis, w której mowa jest o rozwoju ruchu związanego ze św. Franciszkiem z Asyżu w Italii i na Bliskim Wschodzie.
Krytykował niepobożne życie wyższego duchowieństwa np. arcybiskupa Mediolanu. Sympatyzował ze świeckimi ruchami religijnymi,takimi jak humiliaci. Od papieża uzyskał także list żelazny dla pobożnych kobiet żyjących w autonomicznych wspólnotach na terenie Niemiec i Francji (beginki).